# Майга, Айса
Аиса Майга (фр. Aïssa Maïga; род. 25 мая 1975, Дакар) — французская актриса, режиссёр, писатель, продюсер и активистка, уроженка Сенегала, представительница народности сонгай. В качестве актрисы работала с такими крупными режиссёрами, как Михаэль Ханеке, Абдеррахман Сиссако, Мишель Гондри, Чиветел Эджиофор.

## Детство
Майга родилась в Дакаре, Сенегал,. Её отец — малиец, мать — сенегалка. Выросла в Дакаре. В детстве ездила в Мали на каникулы, чтобы проводить время с родственниками. Семья её отца из народа сонгай, родом из небольшого городка в районе Гао, недалеко от пустыни Сахара.
Переехала во Францию, когда ей было 4 года. Её отец, Мохамед Майга, был убит в 1987 году, за несколько месяцев до того, как глава государства Буркина-Фасо был свергнут в результате государственного переворота.

## Карьера

### 1996—2005
В кино дебютировала в 1996 году, получив роль в фильме «Папа Сарако» Дениса Амарта, её партнёром по съёмочной площадке был Иван Атталь. В 2000 году сыграла в фильме Михаэля Ханеке «Код неизвестен», в 2005 году режиссёр вновь пригласил актрису в свою картину «Скрытое». В том же 2005 году её роль в картине режиссёра Седрика Клапиша «Красотки» сделала её довольно известной во Франции актрисой.

### 2006—2011
За роль в драме Абдеррахмана Сиссако «Бамако» (2006) Майга была номинирована на премию «Сезар» как самая многообещающая актриса и стала первой французской актрисой африканского происхождения, когда-либо получившей номинацию, тем самым став самой заметной чёрной актрисой, работающей во Франции. В том же году на Каннском кинофестивале состоялась премьера ленты «Париж, я люблю тебя» (2006), где она сыграла главную женскую роль в части южноафриканского режиссёра Оливера Шмитца. На красной дорожке Канн к Майге присоединились Оливер Шмитц и продюсер Дэнни Гловер.
В 2008 году она сыграла в итальянской картине «Белые и чёрные» в паре с актёром Фабио Воло, фильм был посвящён межрасовым отношениям. В 2009 году получила премию за лучшую женскую роль за игру в этом фильме на Фестивале итальянского кино в Бастии.

### 2012–настоящее время
В 2014 году вместе с Одри Тату и Роменом Дюрисом снялась в сюрреалистическом фильме Мишеля Гондри «Пена дней». В 2016 году снялась в фильме Netflix «Африканский доктор» вместе с актёром из Конго Марком Зингой.
В 2018 году снялась в ирландском криминальном сериале RTE Taken Down по сценарию Стюарта Кэролана, её роль была положительно отмечена критиками.
В 2019 году снялась вместе с Чиветелом Эджиофором в его совместном с Netflix фильме о малавийском продовольственном кризисе 2000-х годов «Мальчик, который обуздал ветер», премьера фильма состоялась на Кинофестивале Сандэнс а 1 марта 2019 года фильм стал доступен на платформе Netflix.

## Политическая активность
Майга — ведущая фигура в новой волне активизма цветных людей во французском кино в ответ на отсутствие чернокожих актёров во французских фильмах.

## Филантропия
Была послом фонда AMREF в его компании «Встань в защиту африканских матерей». В рамках программы в 2013 году AMREF Africa организовала поездку для французских врачей в Уганду.